# Zoltan Kluger
Zoltan (Zvi) Kluger (8 de fevereiro de 1896 - 16 de maio de 1977) foi um fotógrafo israelense. Ele é conhecido como um dos fotógrafos mais importantes do Mandato da Palestina.

## Biografia
Zoltan Kluger nasceu na cidade de Kecskemet, na Hungria, em 1896. Durante a Primeira Guerra Mundial, ele serviu como fotógrafo aerotransportado nas tropas de aviação austro-húngaras. No final da década de 1920 emigrou para Berlim, capital da Alemanha, onde trabalhou como fotógrafo de imprensa. Em abril de 1933, com a ascensão dos nazistas ao poder, chegou à Palestina como turista, e depois recebeu um certificado britânico de permanência, graças à intervenção de Moshe Sharett. Mais tarde naquele ano, Nachman Shifrin, que Kluger conheceu em Berlim, fundou a "East Photography Society for the Press" em Tel Aviv. Em 1934, Kluger juntou-se à Shifrin e tornou-se sócio e fotógrafo-chefe.
Os clientes proeminentes de Kluger eram o departamento de fotografia JNF e Keren Hayesod, que enviou Kluger para fotografar empresas econômicas e imigrantes. Em 1937 Kluger tirou uma série de 250 fotografias aéreas, encomendadas por Zalman Schocken . Foi publicado o livro "Ella Pnei Israel" no qual as fotografias de Kluger são acompanhadas de um texto de Moshe Shamir. Durante a Segunda Guerra Mundial, Kluger fotografou os soldados das companhias judaicas da Palestina, que foram subordinados ao Regimento Real de East Kent, the Buffs. Esses "Palestine Buffs" tornar-se-iam a gênese da futura Brigada Judaica que lutou na Itália em 1945.
Kluger casou-se com Sarah e os dois tiveram um filho, Paul, que foi enviado no início dos anos 1950 pela Força Aérea de Israel para estudar nos Estados Unidos e lá permaneceu. Em 1958, Kluger e sua esposa imigraram para os Estados Unidos seguindo seu filho. Sua esposa ameaçou cometer suicídio se eles não seguissem seu filho. Kluger abriu uma loja de fotografia em Nova York. Ao mesmo tempo, ganhava a vida filmando eventos, principalmente da comunidade húngara em Nova York. Pouco depois que o casal chegou aos Estados Unidos, sua esposa adoeceu e morreu, e ele se casou novamente com Irena. A mãe e a irmã de Kluger, Elsa sobreviveu ao Holocausto na Hungria . Sua mãe morreu em 1949, enquanto sua filha, marido e filhos emigraram para os Estados Unidos em 1956 e se estabeleceram na Califórnia. Kluger e sua irmã renovaram seu relacionamento. Kluger permaneceu nos Estados Unidos até sua morte.
Zoltan Kluger morreu em Manhattan, Nova York, em 1977, deixando um arquivo de cerca de 50.000 negativos distribuídos entre vários arquivos públicos, incluindo a coleção do Keren Hayesod nos Arquivos Sionistas Centrais, a coleção do Fundo Nacional Judaico, o Gabinete de Imprensa do Governo, os Arquivos do Estado e os Arquivos da FDI. Em 1968, uma coleção de cerca de 40.000 negativos dos anos 1933-1948 chegou ao Arquivo do Estado, e em 2017 toda a coleção foi carregada para o Arquivo do Estado, que inclui um mecanismo de busca de fotos e pode ser usado.

## Exposições
As obras de Zoltan Kluger foram exibidas em museus e galerias em Israel, incluindo o Museu de Israel. Em 2008, a primeira exposição individual de Zoltan Kluger foi realizada no Museu Eretz Israel em Tel Aviv. A exposição foi nomeada "Zoltan Kluger - Fotógrafo Principal, 1958-1933", com curadoria da Dra. Ruth Oren e Guy Raz.

## Galeria

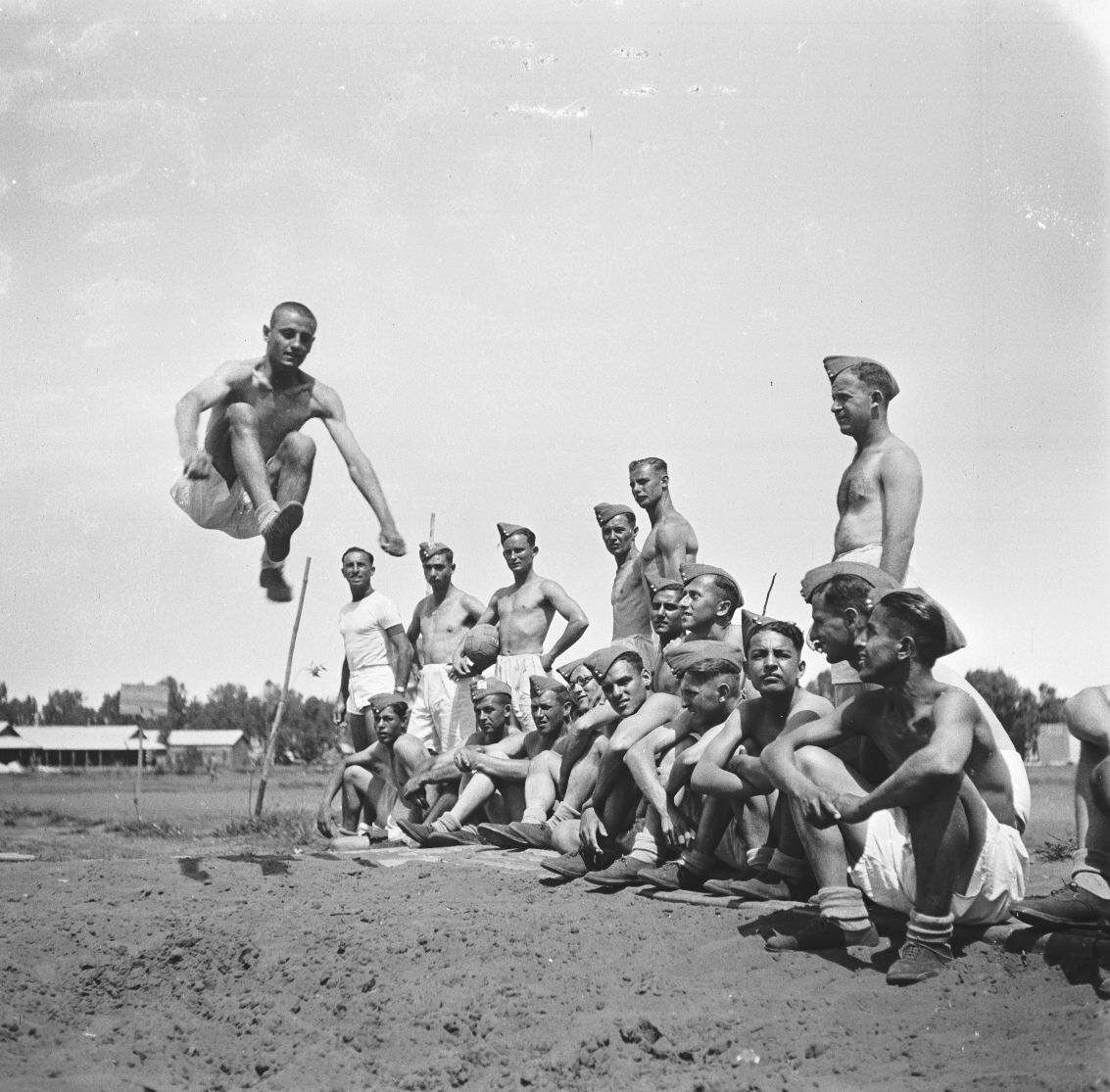
Salto em distância da 10ª Companhia Palestina, the Buffs.
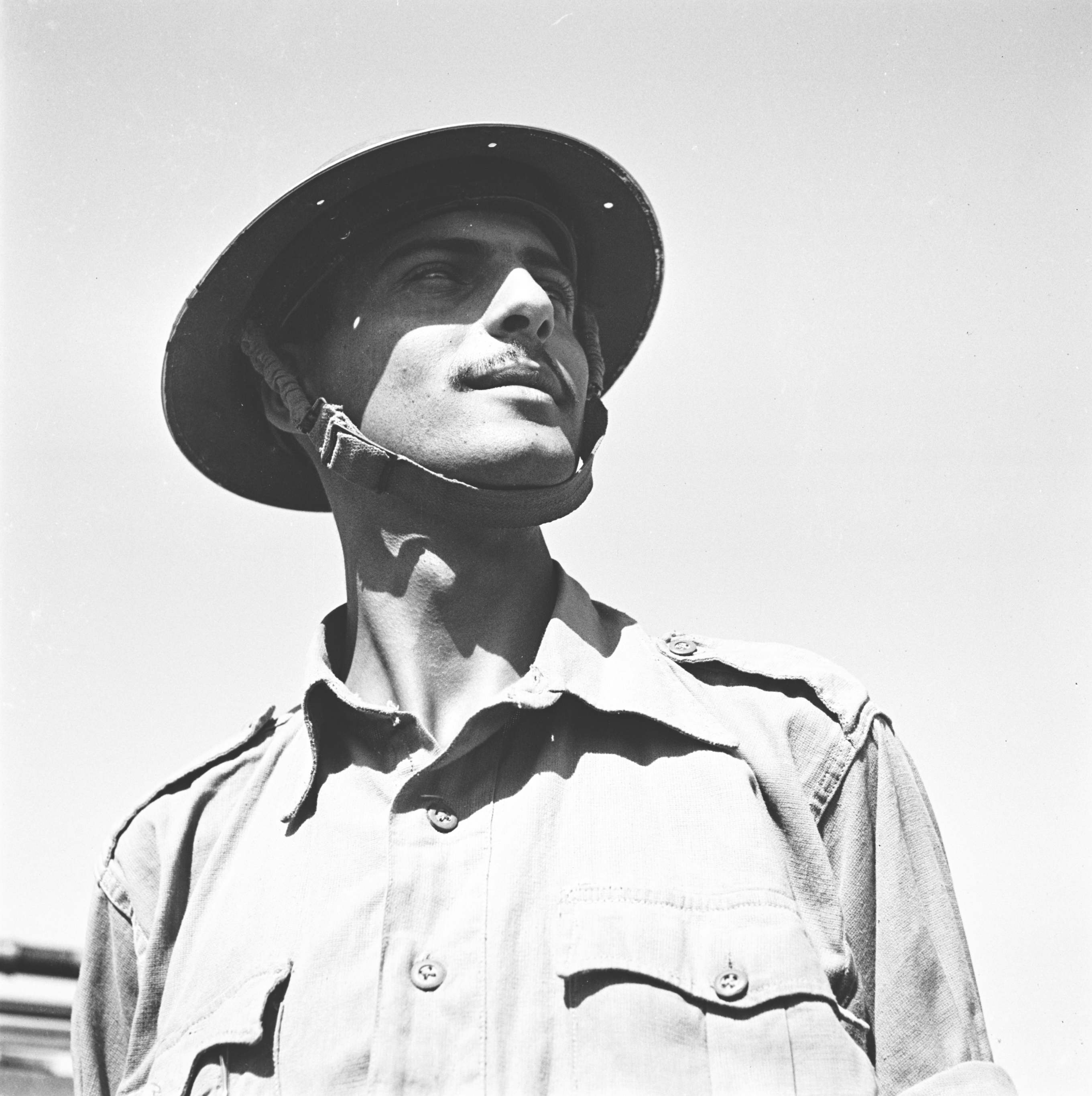
14º Regimento de Bateria de Costa, Artilharia Real, Haifa.
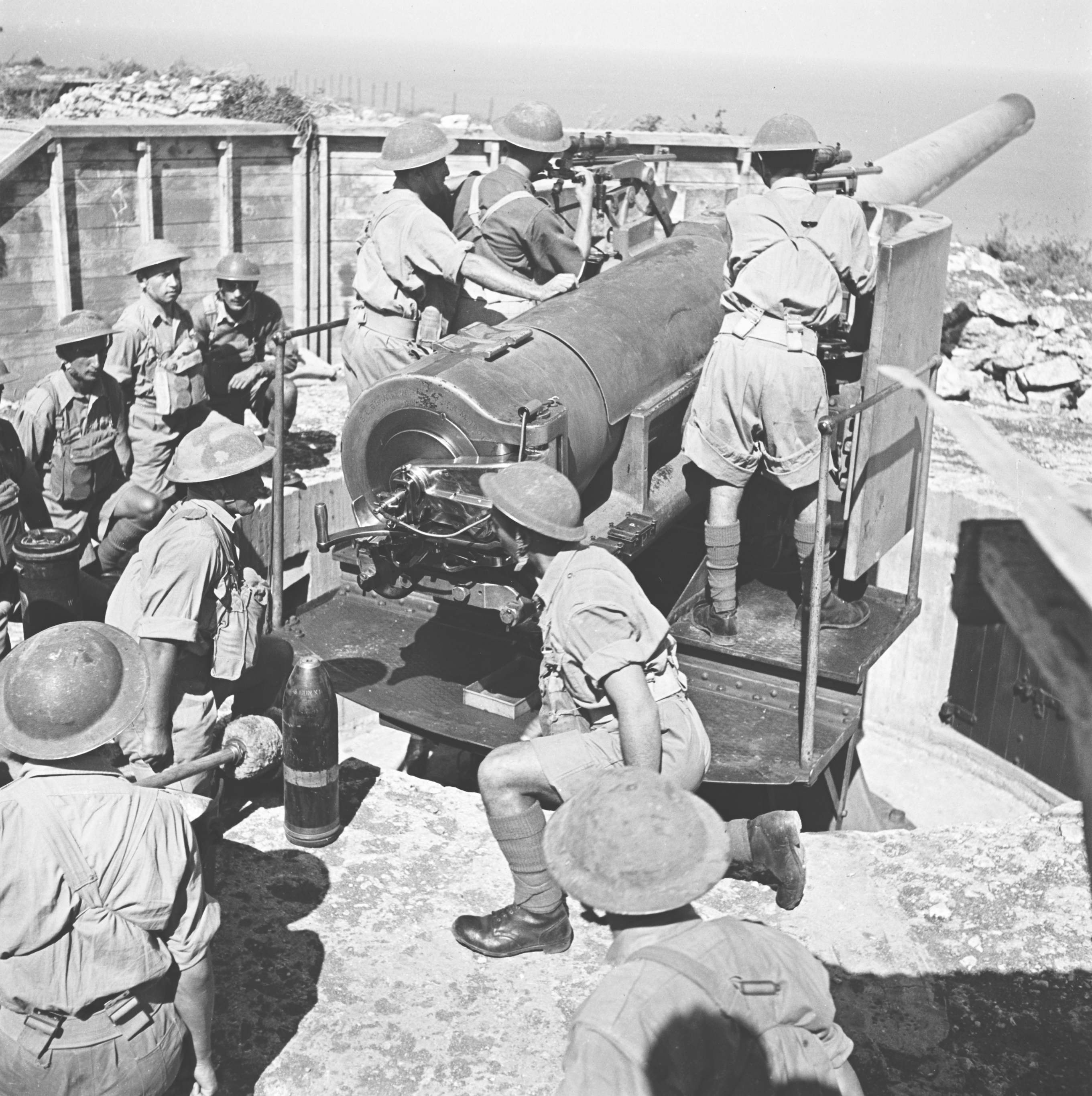
14º Regimento de Bateria de Costa, Artilharia Real, Haifa.
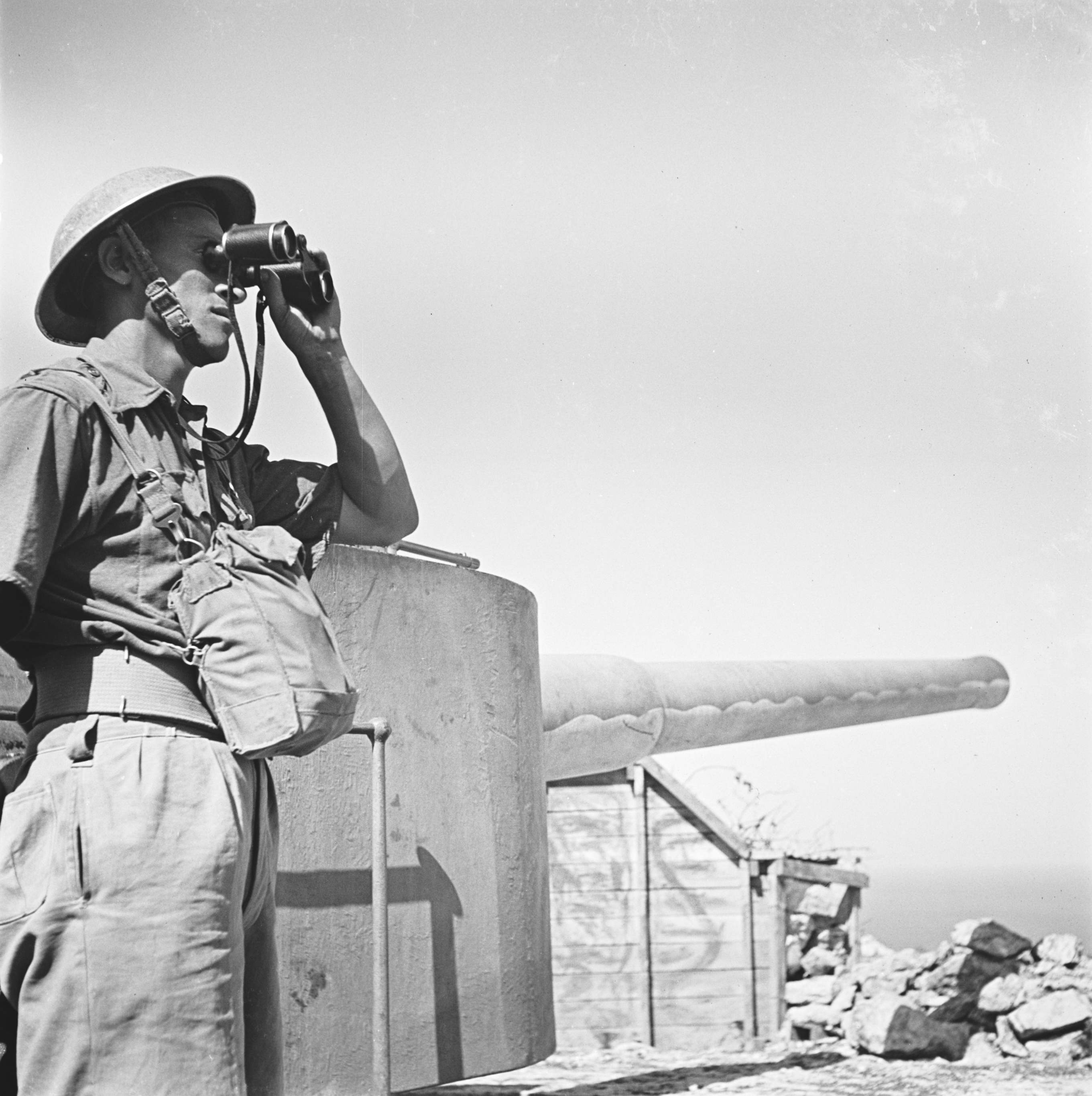
14º Regimento de Bateria de Costa, Artilharia Real, Haifa.
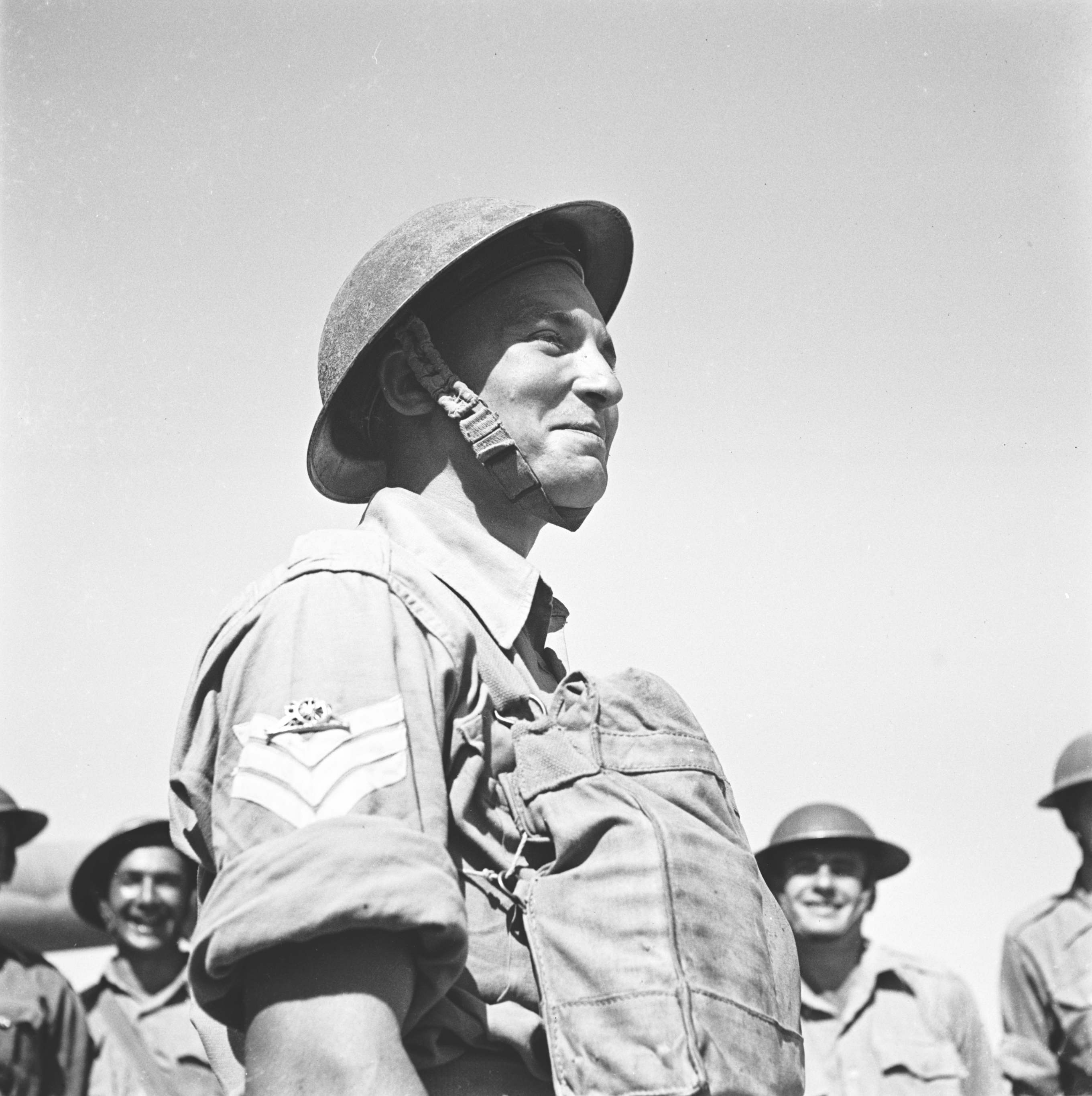
14º Regimento de Bateria de Costa, Artilharia Real, Haifa.
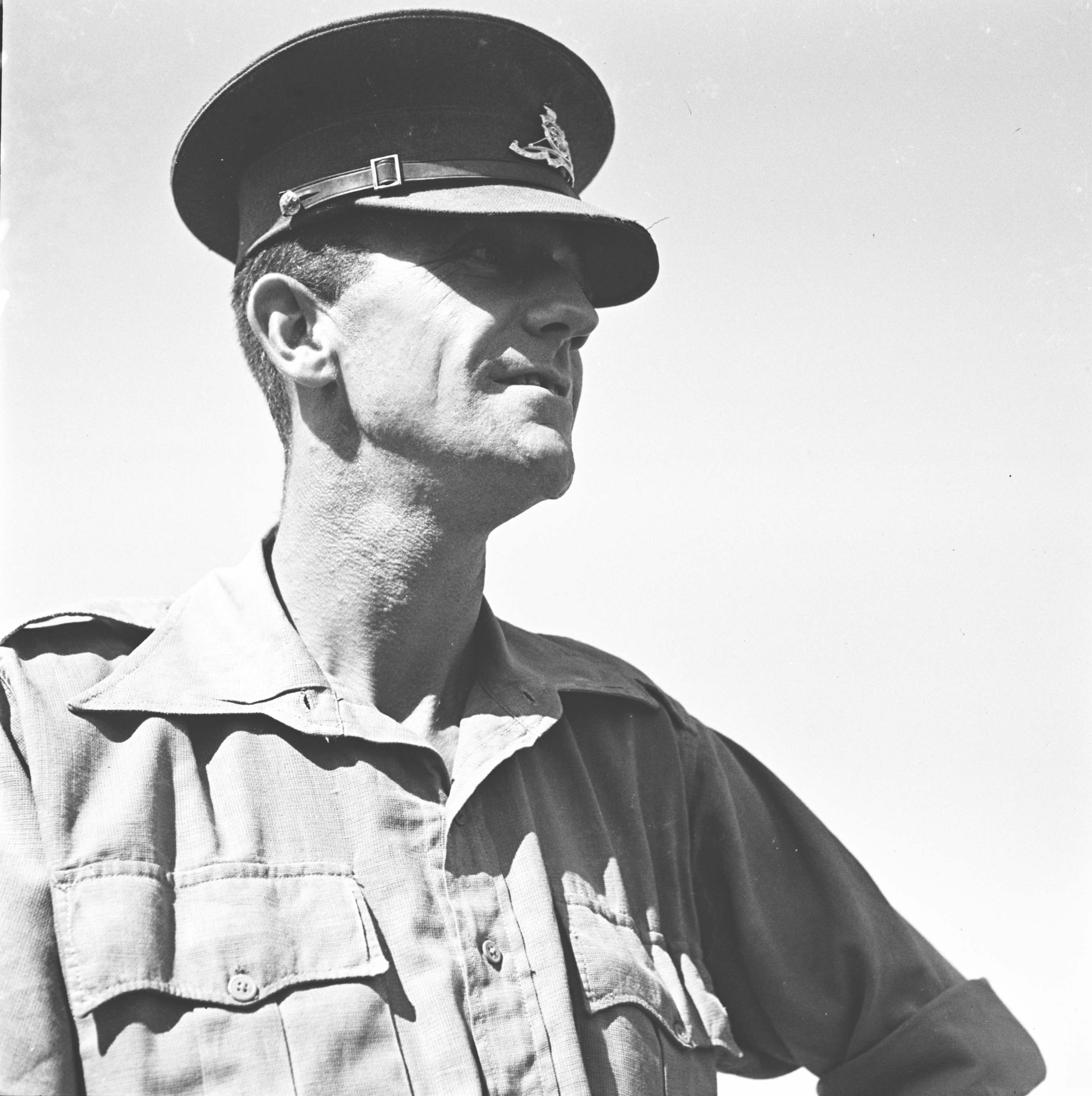
14º Regimento de Bateria de Costa, Artilharia Real, Haifa.
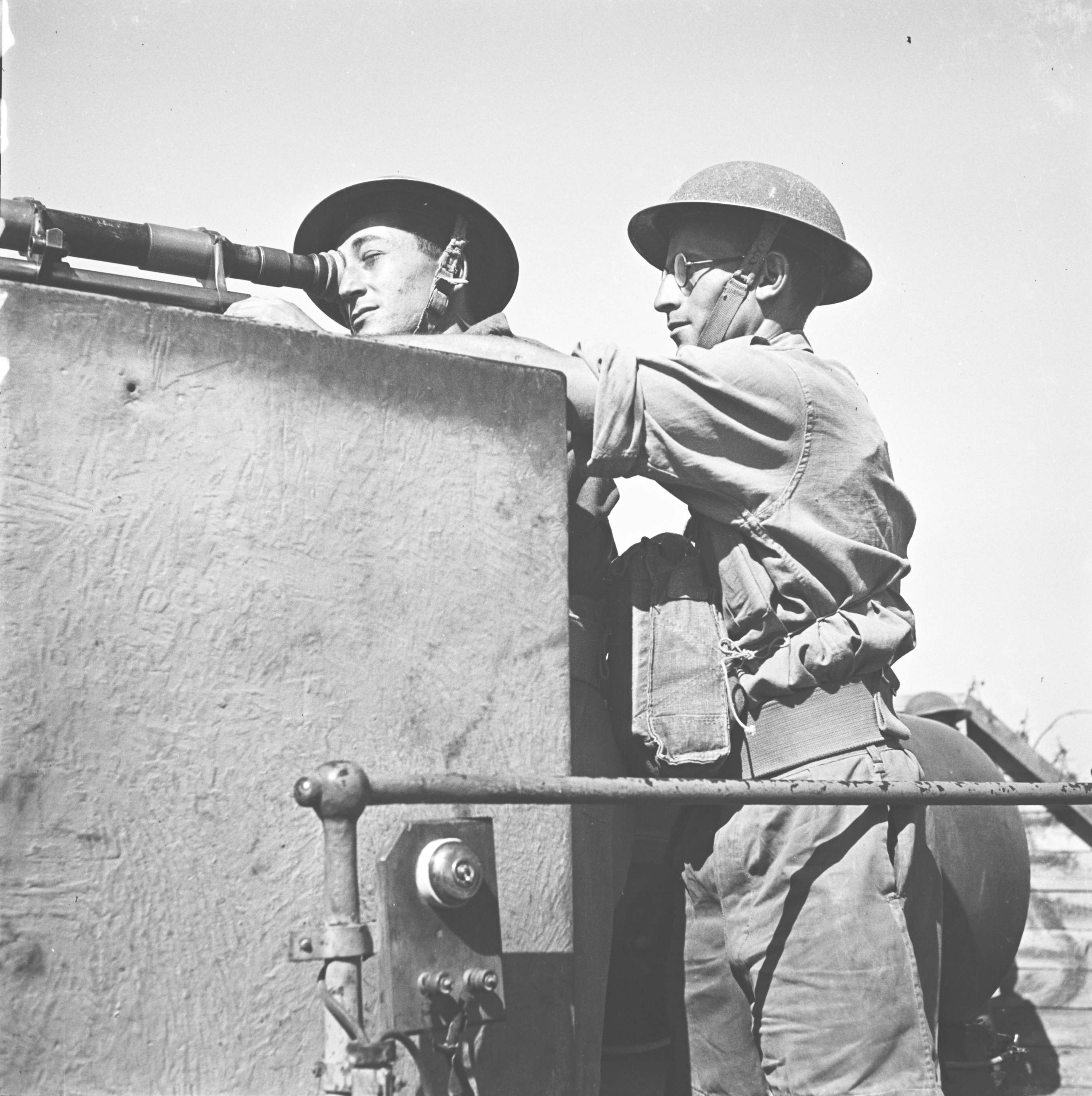
14º Regimento de Bateria de Costa, Artilharia Real, Haifa.
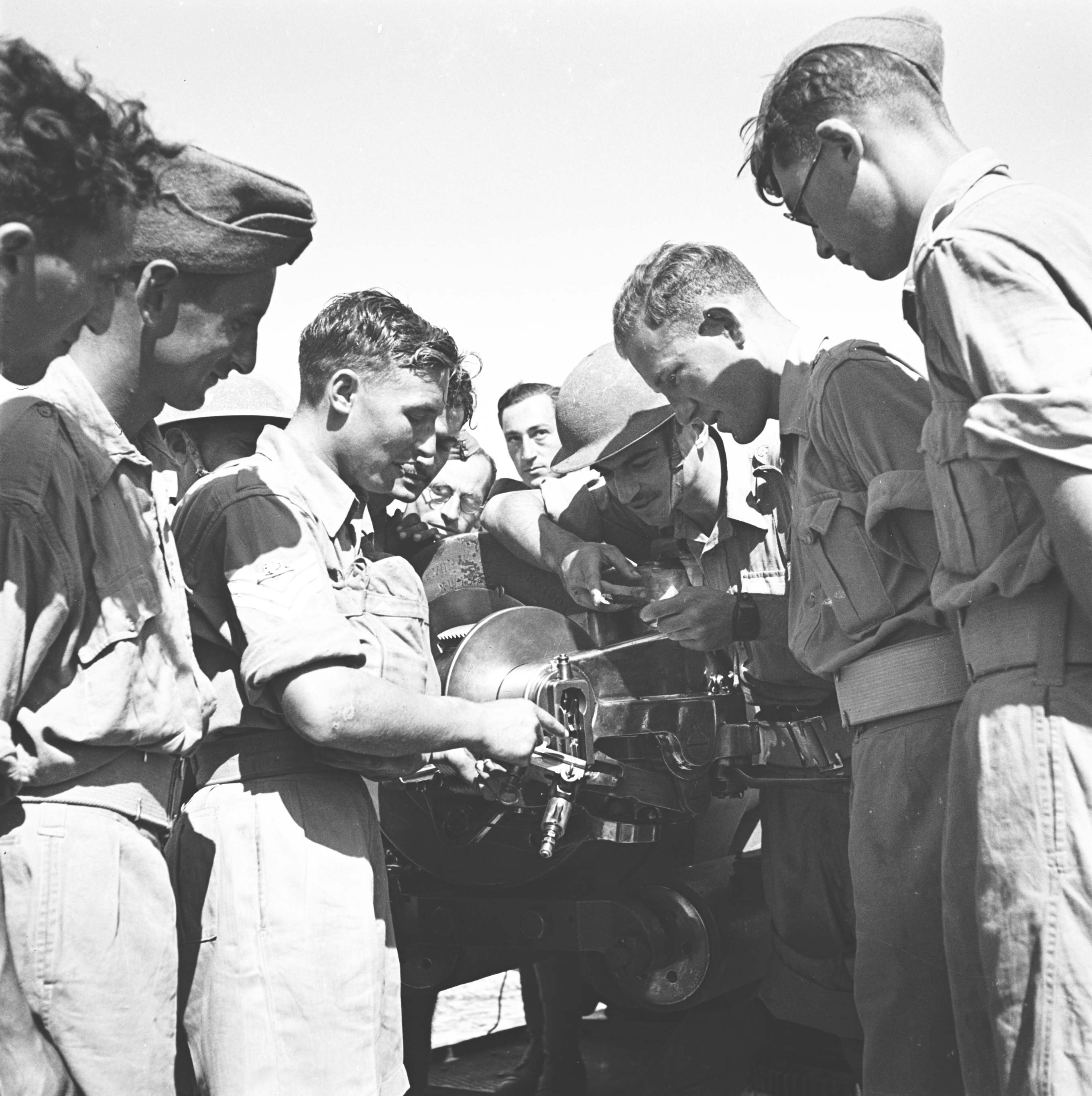
14º Regimento de Bateria de Costa, Artilharia Real, Haifa.
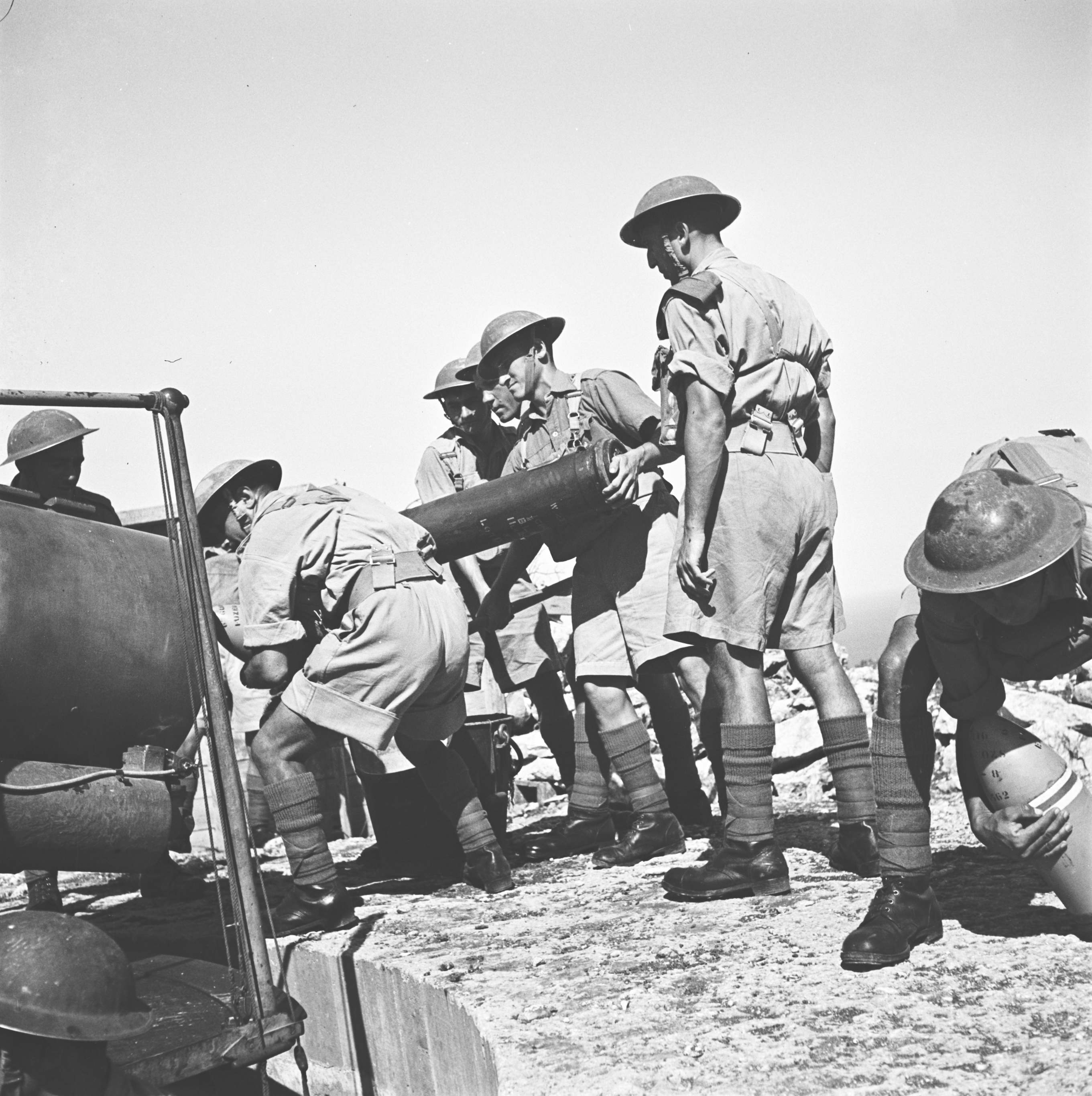
14º Regimento de Bateria de Costa, Artilharia Real, Haifa.
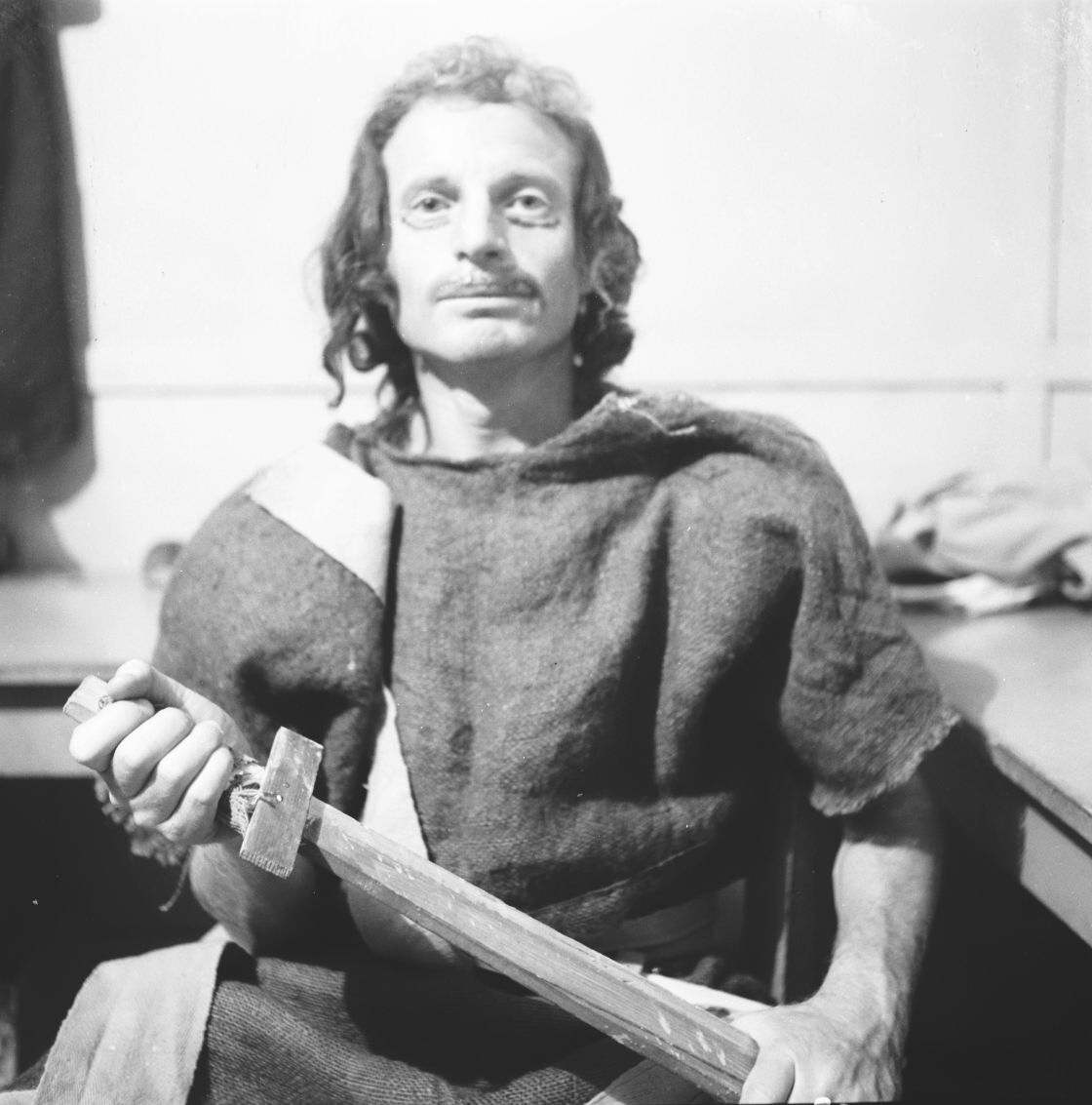
20 Anos para o Maabarot - Peça da Canção das Canções.
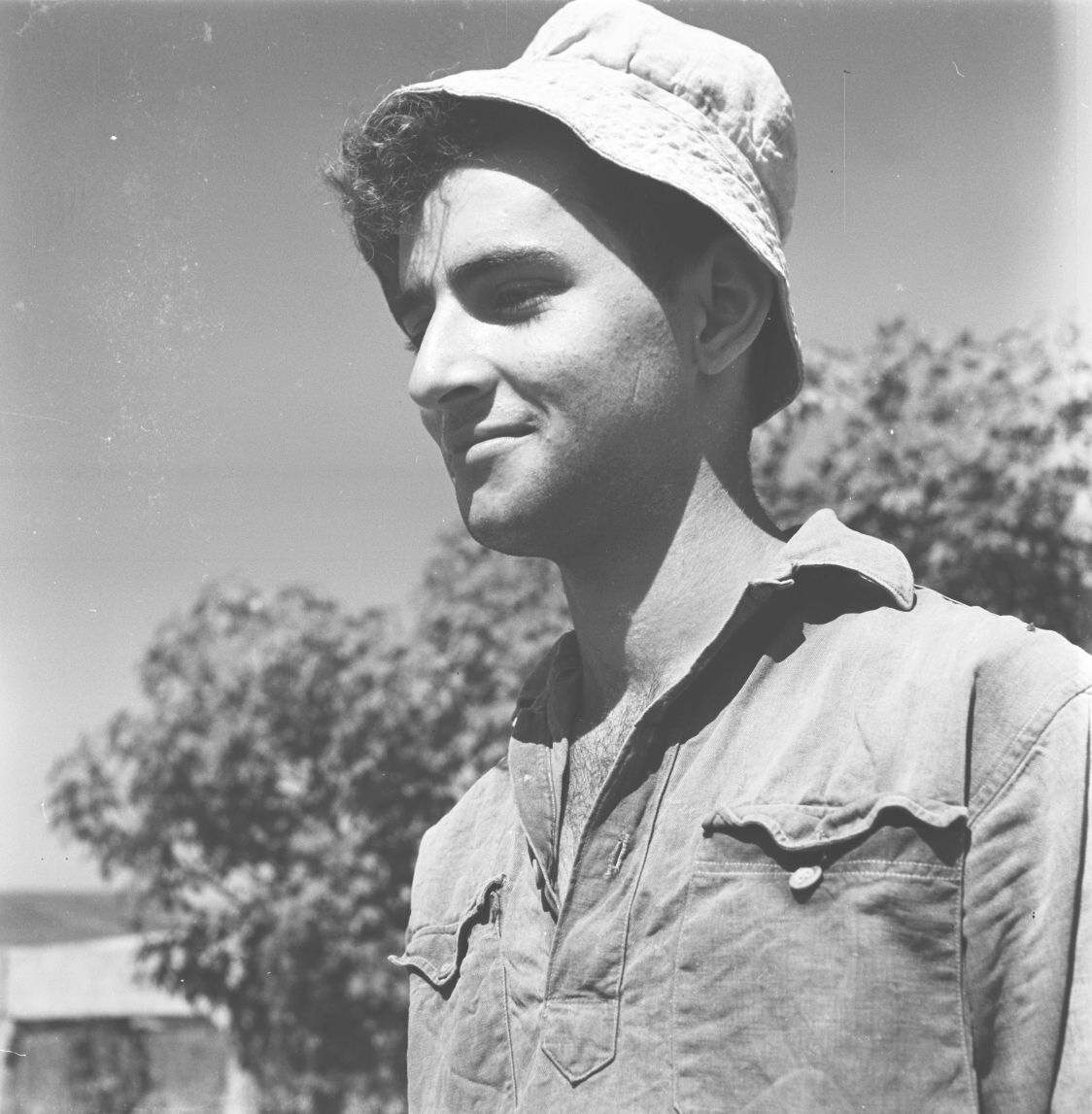
O jovem Ha'Tsair Giladi, de 25 anos, natural do kibutz Degania B. Ele usa o chapéu Tembel.
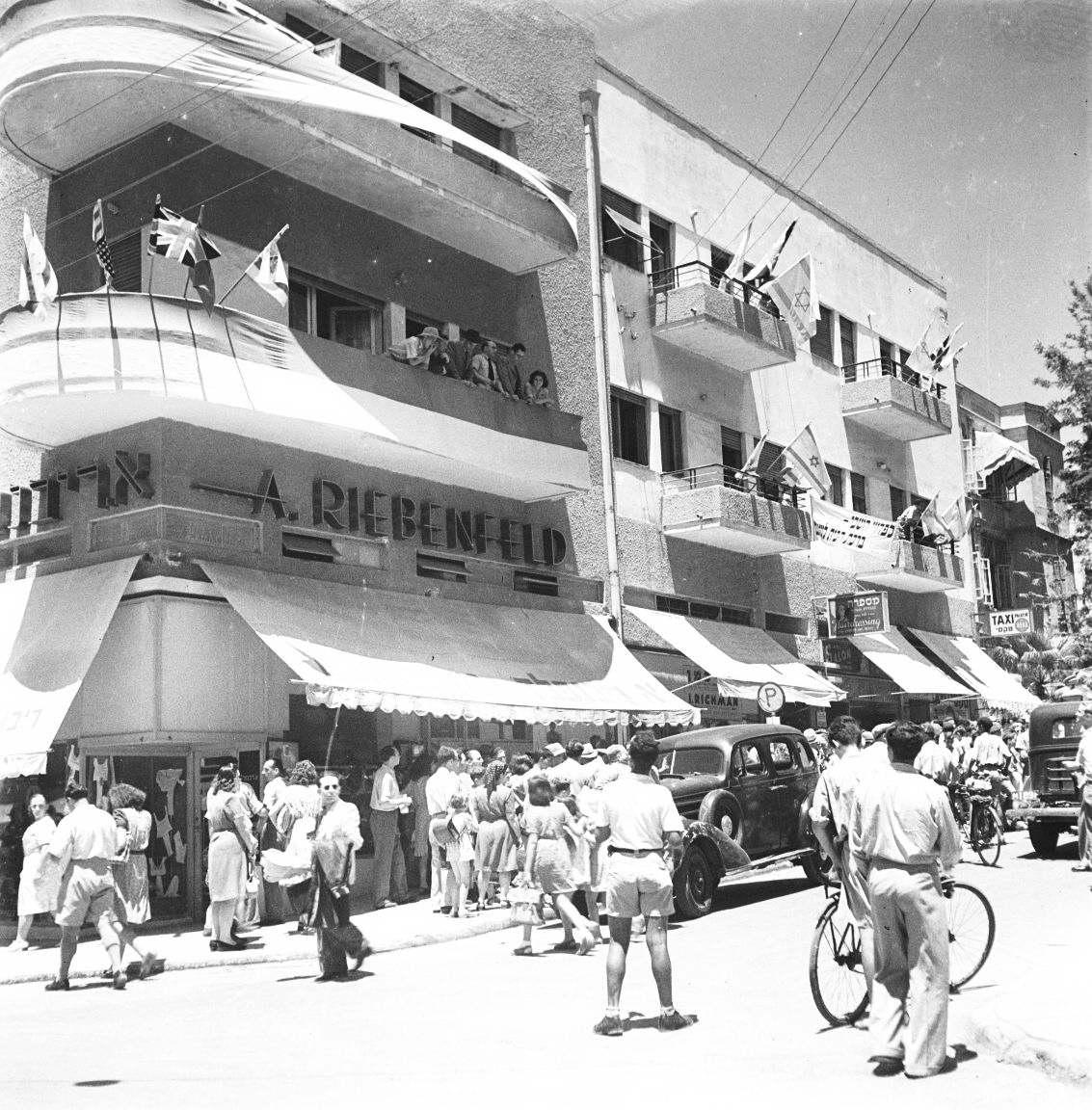
430 prisioneiros de guerra voltam para casa.
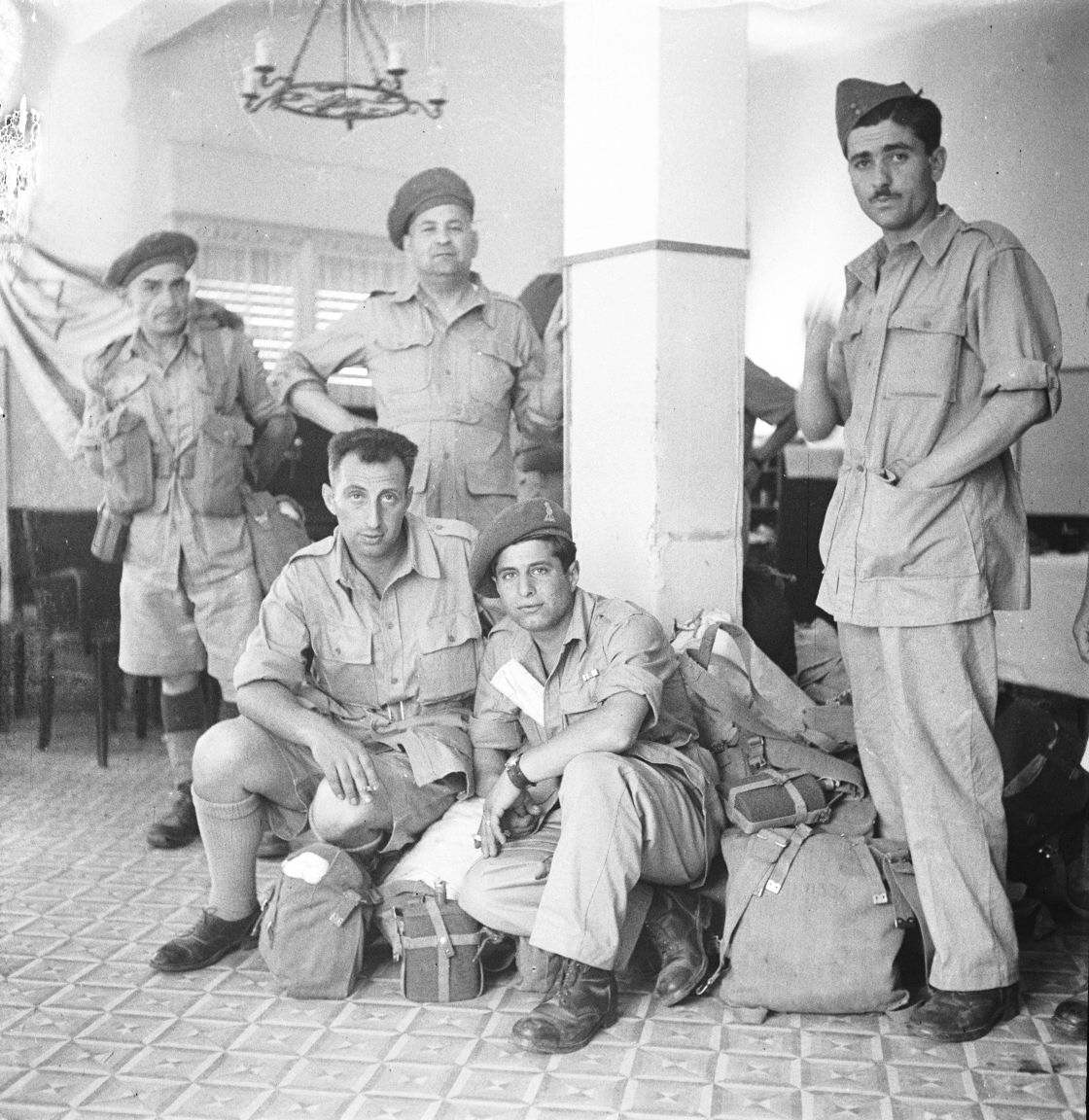
Prisioneiros de guerra retornados dentre os 430 PG.
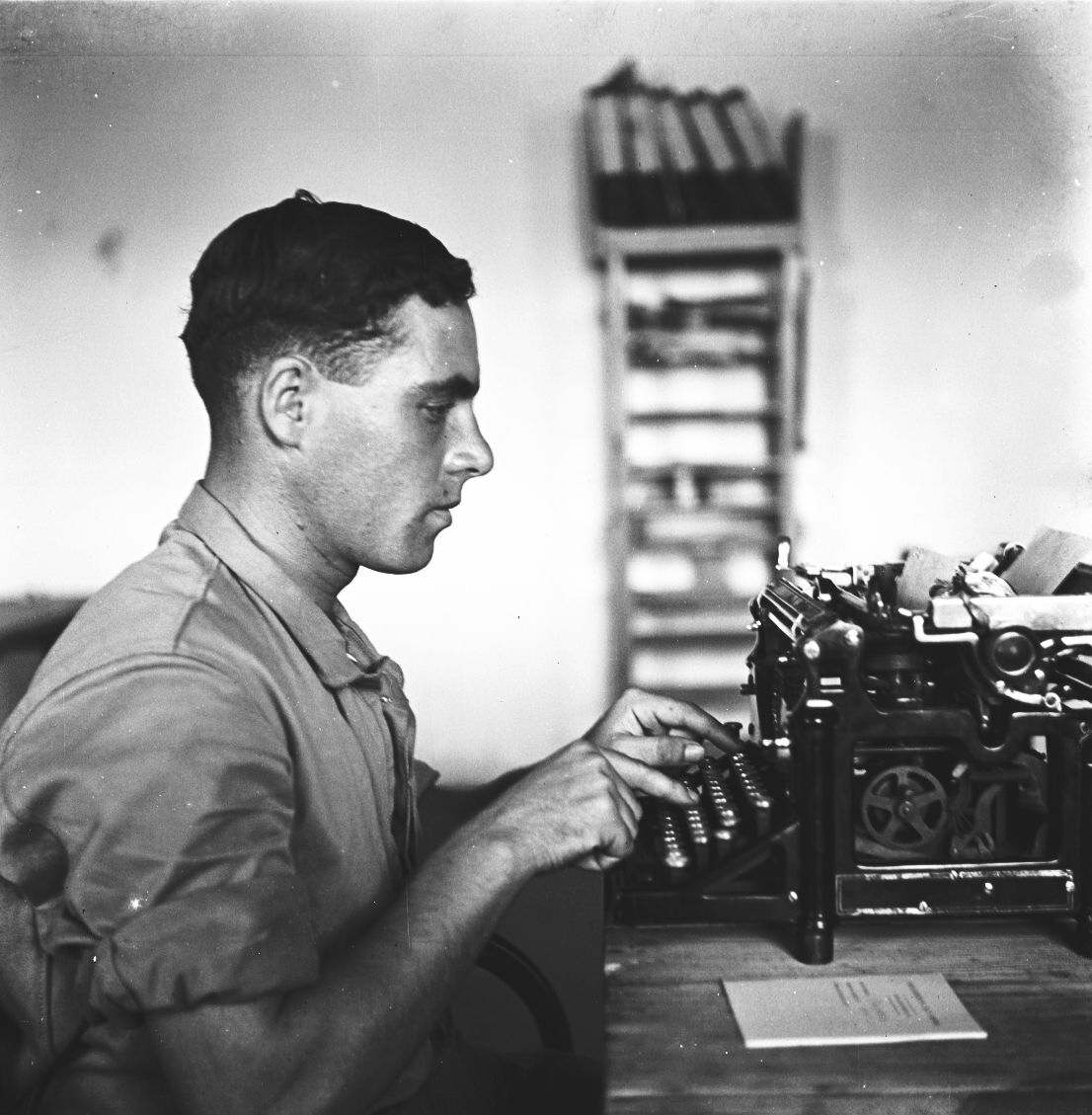
ATS - Corpo Auxiliar das Mulheres Árabes - Árabe.
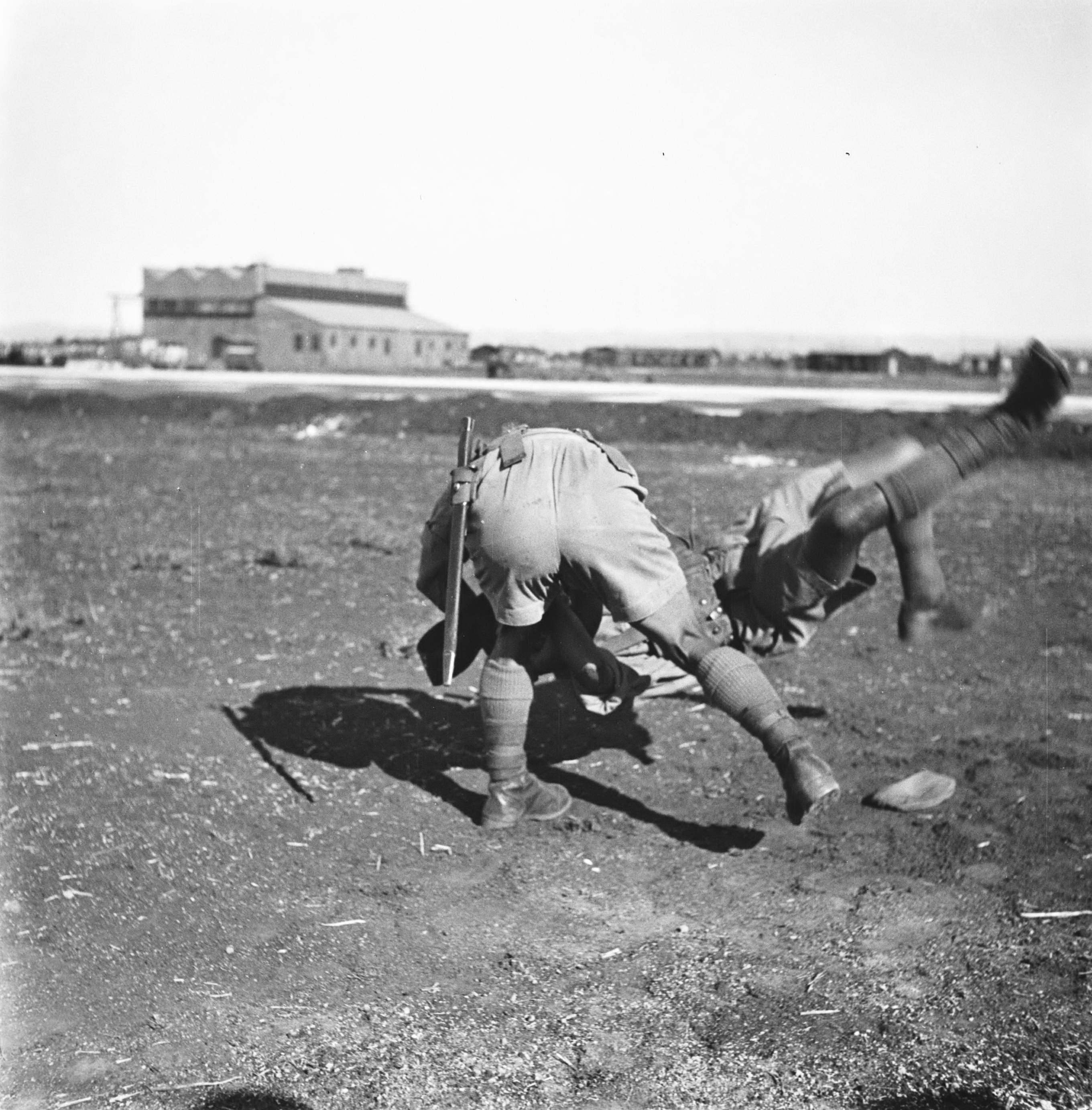
Treinamento de defesa pessoal da 6ª Companhia, Buffs.
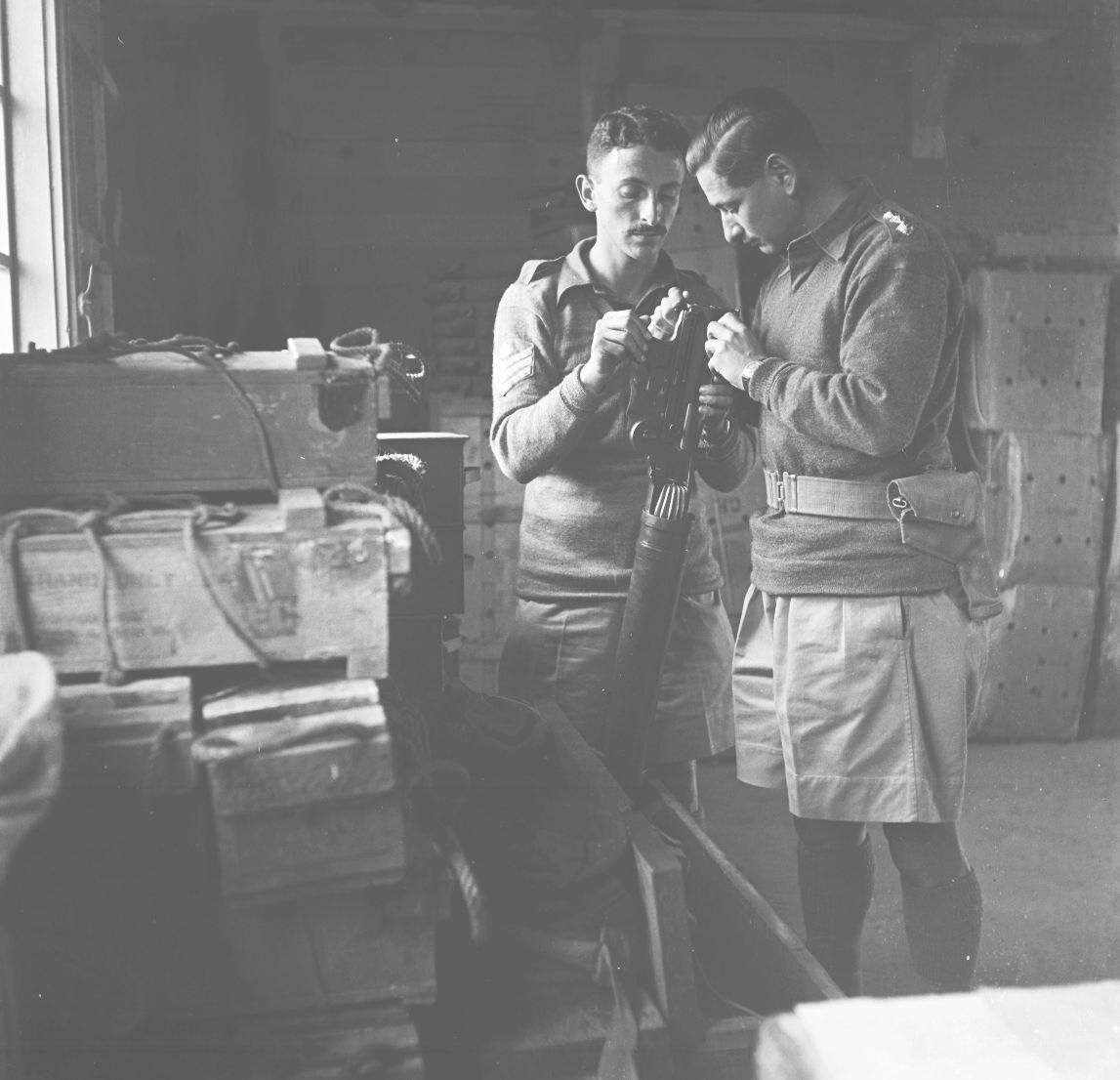
6ª Companhia, Buffs.
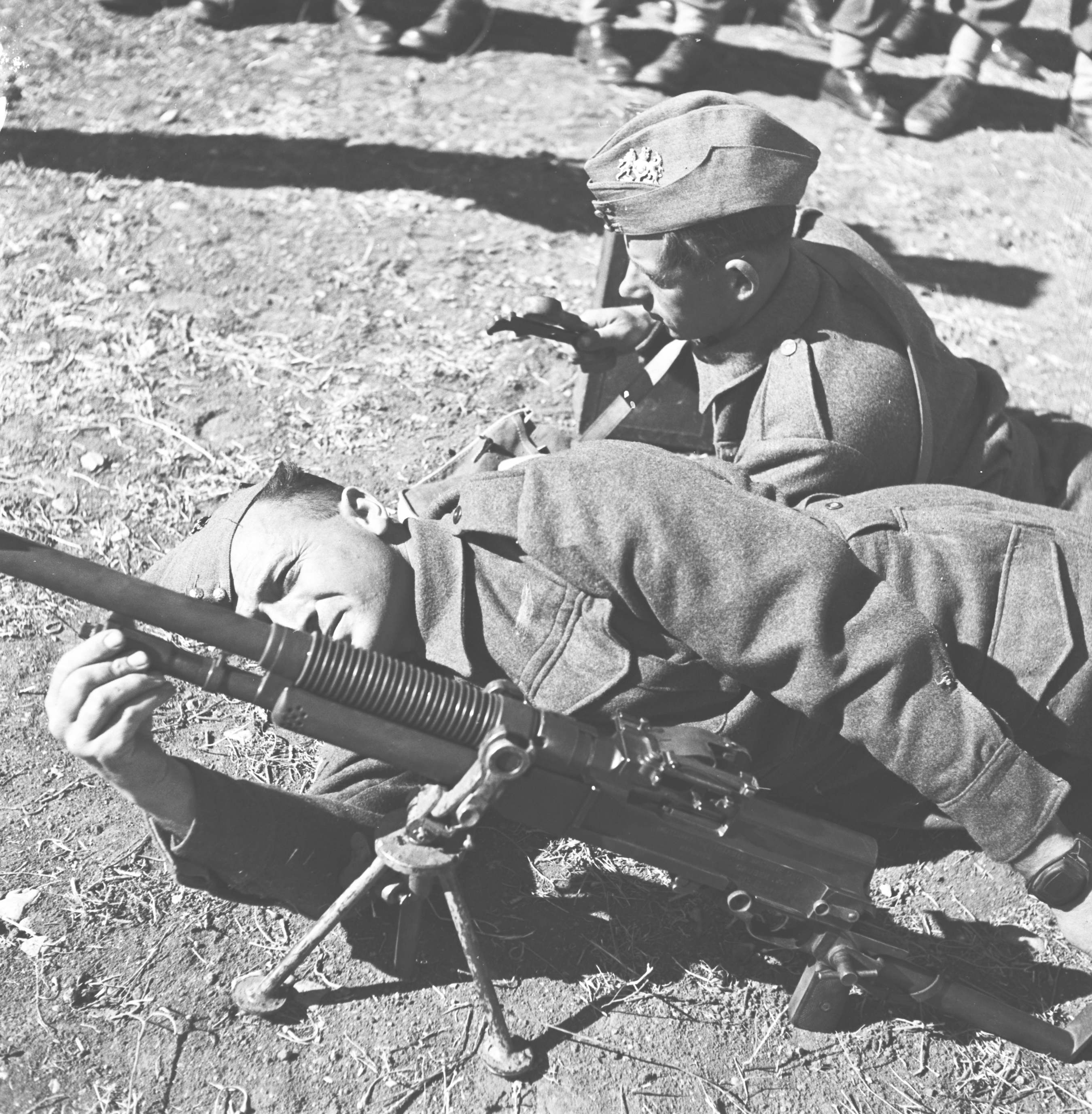
Soldados judeus "The Buffs" em treinamento com a metralhadora Hotchkiss M1909 Benét-Mercié, 1941.
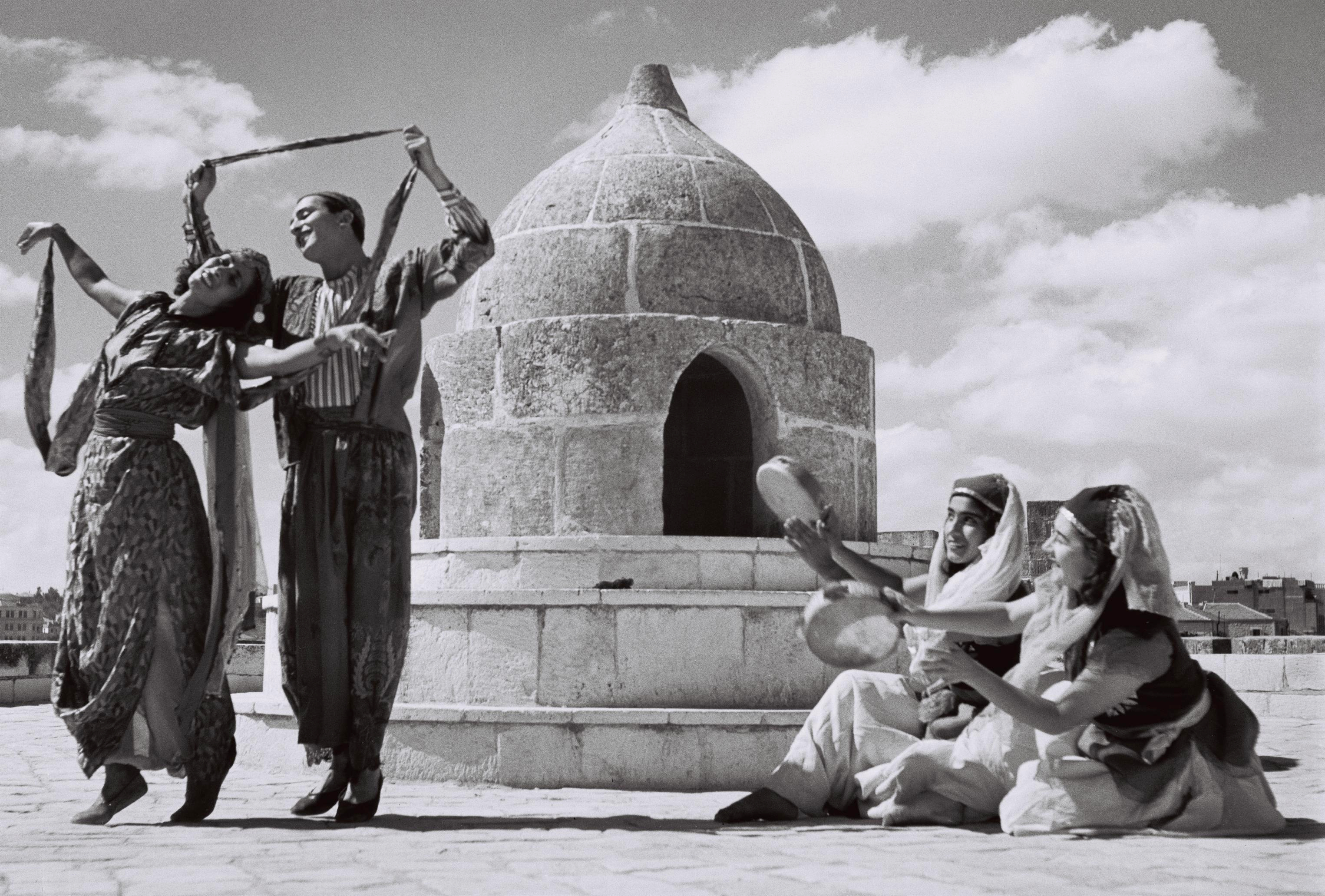
Uma dança Bukharan realizada por membros do balé Rina Nikova na cidadela de Jerusalém, 1946.